# Jitka Asterová
Jitka Asterová (* 7. prosince 1959 Praha) je česká herečka a moderátorka. Působila 9 let také jako moderátorka v rádiu Frekvence 1. S podnikatelem Tomášem Linhartem má 2 děti, dceru Annu Linhartovou a o 6 let mladšího syna Adama Linharta. Od roku 2022 je moderátorkou stanice Český rozhlas Dvojka. Aktuálně uvádí pořad Byl jednou jeden rok (2023).

## Život
Po absolvovaní DAMU (1985) hostovala v Činoherním klubu v Praze, v Hudebním divadle v Karlíně a v Divadle Ungelt v Praze. Představuje typ dynamické, všestranné herečky s výrazným komediálním talentem. Z divadelních rolí: Brook Ashtonová (Michael Frayn, Bez roucha), Jenny (Václav Havel, Žebrácká opera), Líza (Bohumil Hrabal, Obsluhoval jsem anglického krále), Izabela Pellegrino (A. Guelma, Jean a já).

## Filmografie
- 1977 Hop - a je tu lidoop
- 1982 Vinobraní (Kšírová)
- 1982 Zelená vlna (stopařka)
- 1983 Samorost (Kateřina)
- 1984 Cesta kolem mé hlavy (Olga)
- 1985 Já nejsem já (Renata)
- 1985 Tichá radosť (Betka)
- 1985 Vesničko má středisková (Rumlenová)
- 1986 Smích se lepí na paty (Dana)
- 1987 Černá punčocha
- 1988 Chlapci a chlapi (Venuše)
- 1988 Postoj (Veronika)
- 1988 Stupně poražených (Staňková)
- 1989 Čas sluhů (Lenka)
- 1990 Čarodějky z předměstí (Petřina matka)
- 1990 Freonový duch (psycholožka Dindělová)
- 1990 Marta a já [Martha und ich], r. Jiří Weiss, SRN-Francie (sestra)
- 1991 Corpus delicti (Pulice)
- 1992 Trhala fialky dynamitem (sestřenice Běta)
- 1993 Krvavý román (Klárka)
- 1993 Šakalí léta (Milada)
- 1998 Čas dluhů (Lenka)
- 2007 Vratné lahve